# Megazosteria impressa
Megazosteria impressa är en kackerlacksart som först beskrevs av Johann Gottlieb Otto Tepper 1896.  Megazosteria impressa ingår i släktet Megazosteria och familjen storkackerlackor. Inga underarter finns listade i Catalogue of Life.